# Église Saint-Pie-X de Toulon
Pour les articles homonymes, voir Église Saint-Pie-X.
L'église Saint-Pie-X est une église catholique paroissiale de Toulon. Elle est confiée depuis 2009 par l'évêque de Fréjus-Toulon à la congrégation des Serviteurs de Jésus et Marie. De style moderne des années 1950, elle est dédiée à saint Pie X. La messe est célébrée dans les deux formes du rite latin: extraordinaire (en latin) et ordinaire (en français). Située au 49 rue Henri-Poincaré, elle se trouve près de l'entrée de l'autoroute Est.

## Histoire
L'église a été construite dans les années d'après guerre en dédommagement de l'ancienne église Saint-Pierre, située place Gambetta, qui avait dû être démolie à cause de graves dommages subis pendant les bombardements de la ville avant sa libération. La crypte Saint-Pierre garde son nom et son souvenir. Elle a été restaurée en 2014.